# Bowdoin (voilier)
Pour les articles homonymes, voir Bowdoin.
Le Bowdoin est une goélette, construite en 1921 dans le Maine, aux États-Unis, pour l'exploration arctique.
Il sert désormais de navire-école à l'Académie maritime du Maine qui l'a acquis en 1986.
Il est répertorié en tant que National Historic Landmarkdepuis 1989.

## Histoire
La goélette Bowdoin a été conçue par William H. Hand, Jr., et construit en 1921, à Boothbay dans l'État du Maine, au Hodgdon Brothers Shipyard maintenant connu sous le nom de Hodgdon Yachts. Elle a été conçue pour l'exploration arctique, sous la direction de Donald B. MacMillan, aviateur, auteur, anthropologue et philanthrope. La goélette a effectué 29 voyages au-dessus du cercle Arctique.

Pendant la seconde Guerre mondiale, le Bowdoin a servi de patrouilleur pour l'US Navy au Groenland.
En 1954 le Bowdoin est mis à la retraite de son service en Arctique. Puis MacMillan a continué à naviguer sur celui-ci qui était devenu un navire musée.
En juin 1959 il a été acquis par le Mystic Seaport Museum dans le Connecticut. 
En 1986 elle a été honorée comme le navire naviguant officiel du Maine, depuis 1988 elle a été le vaisseau amiral du Maine la voile de l'Académie maritime formant la flotte, offre une large gamme de programme dans la conduite d'un navire, des études océaniques et le développement de programme d'études 
Puis le Bowdoin est acheté par l'Académie maritime du Maine à Castine.
Il est resté opérationnel et sert de navire-école aux étudiants de l'Académie.